# Bradiseizem
Bradiseizem je postopno dvigovanje (pozitivni bradiseizem) ali spuščanje (negativni bradiseizem) dela zemeljske površine, ki ga povzroča polnjenje ali praznjenje podzemne komore magme in/ali hidrotermalna aktivnost, zlasti v vulkanskih kalderah. Med izbruhi lahko traja tisočletja, vsak dogodek dviga pa običajno spremlja na tisoče manjših do zmernih potresov. Beseda izhaja iz starogrških besed βραδύς bradús, kar pomeni 'počasno', in σεισμός seismós, kar pomeni 'gibanje', in jo je leta 1893 skoval Arturo Issel.

## Flegreanska polja
Območje Flegreanskih polj (Campi Flegrei), blizu Neaplja, je propadla kaldera in sicer vulkansko območje, ki ga tvori več vulkanskih zgradb, vključno z vulkanom Solfatara, dobro znanim po svojih fumarolah. Območje Campi Flegrei je še posebej znano po bradiseizmičnem dviganju in pogrezanju. Napihnjenost in deflacija te kaldere je še posebej dobro dokumentirana zaradi njene obmorske lege in dolge zgodovine bivanja in gradnje na tem območju.
V mestu Pozzuoli je zlasti rimski Macellum Pozzuoli, v katerem so na treh marmornatih stebrih prikazani pasovi vrtin ali Gastrohenoliti, ki so jih pustili morski mehkužci Lithophaga (morski datelj). Ti se pojavijo do 7 metrov navzgor po stebrih, kar kaže, kako je bradiseizem na tem območju znižal zemljo na vsaj to globino pod morjem in jo nato spet dvignil.
Pred kratkim, med letoma 1968 in 1972, je območje Campi Flegrei doživelo epizodo pozitivnega bradiseizma in se je povzpelo za 1,7 metra. Še en dvig za 1,8 metra se je zgodil med letoma 1982 in 1984. To je bilo povezano s plitkim (4 km globokim) potresnim rojem v istem obdobju, ki je privedel do evakuacije 30.000 ljudi zaradi zaznanega tveganja neposrednega izbruha.